# Droits LGBT en Tchéquie
Les personnes lesbiennes, gaies, bisexuelles et transgenres (LGBT) en Tchéquie font face à certaines discriminations que ne vivent pas les personnes non LGBT. Le progrès le plus récent date de 2006, avec la légalisation d'un partenariat enregistré pour les couples homosexuels mais il n'existe pas de mariage légal.

## Lois concernant les homosexuels
Les relations homosexuelles sont légalisées en 1962. La majorité sexuelle est rendue égale en 1990 (15 ans, elle était de 18 ans pour les homosexuels). L'armée tchèque ne pose pas de question sur l'orientation des soldats, et autorise les homosexuels déclarés à servir. La prostitution homosexuelle a été décriminalisée en 1990.

## Reconnaissance des couples homosexuels
Les couples homosexuels sont reconnus par la loi. Les cohabitations non enregistrées sont possibles depuis 2001. La République tchèque accorde aux « personnes vivant dans un foyer commun » des droits de succession.
Un projet de loi pour légaliser le partenariat enregistré, donnant certains droits du mariage, a été rejeté quatre fois, en 1998, 1999, 2001 et 2005. Cependant, le 16 décembre 2005, un nouveau projet de loi est passé devant la chambre des députés tchèque. Il est adopté par le Sénat le 26 janvier 2006, mais le président Václav Klaus lui met son veto. Le 15 mars 2006 le veto présidentiel est cassé par la chambre des représentants et la loi entre en vigueur le 1er juillet 2006. Depuis cette date, la République tchèque accorde le partenariat enregistré aux couples homosexuels, avec la plupart des droits du mariage.
En février 2024, le parlement étend les droits accordés aux couples homosexuels, permettant l'adoption sous condition, tout en ne légalisant pas le mariage pour couples du même sexe.

## Opinion publique
| les Tchèques appuient : (CVVM sondage) | 2005 | 2005 | 2007 | 2007 | 2008 | 2008 | 2009 | 2009 | 2010 | 2010 | 2011 | 2011 | 2012 | 2012 | 2013 | 2013 | 2014 | 2014 | 2015 | 2015 | 2016 | 2016 | 2017 | 2017 |
| les Tchèques appuient : (CVVM sondage) | OUI  | NON  | OUI  | NON  | OUI  | NON  | OUI  | NON  | OUI  | NON  | OUI  | NON  | OUI  | NON  | OUI  | NON  | OUI  | NON  | OUI  | NON  | OUI  | NON  | OUI  | NON  |
| -------------------------------------- | ---- | ---- | ---- | ---- | ---- | ---- | ---- | ---- | ---- | ---- | ---- | ---- | ---- | ---- | ---- | ---- | ---- | ---- | ---- | ---- | ---- | ---- | ---- | ---- |
| Union civile                           | 61 % | 30 % | 69 % | 24 % | 75 % | 19 % | 73 % | 23 % | 72 % | 23 % | 72 % | 23 % | 75 % | 21 % | 72 % | 23 % | 73 % | 23 % | 74 % | 22 % | 74 % | 21 % | 76 % | 19 % |
| Mariage homosexuel                     | 38 % | 51 % | 36 % | 57 % | 38 % | 55 % | 47 % | 46 % | 49 % | 45 % | 45 % | 48 % | 51 % | 44 % | 51 % | 44 % | 45 % | 48 % | 49 % | 47 % | 51 % | 43 % | 52 % | 41 % |
| Adoption                               | 19 % | 70 % | 22 % | 67 % | 23 % | 65 % | 27 % | 63 % | 29 % | 60 % | 33 % | 59 % | 37 % | 55 % | 34 % | 57 % | -    | -    | -    | -    | -    | -    | -    | -    |
| Adoption de l’enfant du partenaire     | -    | -    | -    | -    | -    | -    | -    | -    | -    | -    | -    | -    | -    | -    | -    | -    | 58 % | 32 % | 59 % | 33 % | 62 % | 29 % | 68 % | 24 % |
| Adoption homoparentale                 | -    | -    | -    | -    | -    | -    | -    | -    | -    | -    | -    | -    | -    | -    | -    | -    | 45 % | 48 % | 44 % | 49 % | 48 % | 43 % | 51 % | 40 % |

## Sociabilité
Après la chute du régime communiste, les années 1990 sont celles de la réelle naissance d'une sociabilité homosexuelle dans le pays.